# Anoplophryidae
Famille
Les Anoplophryidae sont une famille de Ciliés de la classe des Oligohymenophorea et de l’ordre des Astomatida.

## Étymologie
Le nom de la famille vient du genre type Anoplophrya, dérivé du grec ancien ανοπλ / anopl, « sans arme », et de οφρύς / ophrýs, « sourcil ⇒ cil ⇒ cilié », littéralement « cilié inerme », en référence aux premières descriptions de ce cilié, notamment celle de Kofoid en 1903, qui décrivait le genre comme « sans ventouses, crochets ou tiges internes », bien que plus tard, en 1910, Cépède décrivit des « Anoplophrya armés ».

## Description
Le genre type Anoplophrya a « un corps vermiforme allongé, cylindrique ou un peu aplati et rubané. Les deux extrémités sont plus ou moins arrondies, l'antérieure étant quelquefois plus large que la postérieure ». Ses cils sont grêles, longs, insérés selon des rangées longitudinales très rapprochées recouvrant le corps d'une manière uniforme. Les stries d'insertion ciliaire méridiennes, longitudinales, laissant entre elles un espace variable selon les espèces, mais en général assez faible.
- L'ectoplasme est clair et homogène.
- L'endoplasme est fin, granuleux avec une grande quantité de petits corps foncés et réfringents. Il montre parfois un aspect réticulaire.
- Le système contractile est constitué par des vacuoles contractiles, il y en a parfois jusqu'à trente disposées longitudinalement selon une ou deux rangées.
- Le macronucléus est rubané ou de forme irrégulière. Dans ce dernier cas il présente des éminences latérales de forme et de dimensions assez variables. Son aspect est granuleux. Les corpuscules nucléaires sont de taille variable, toujours très petite, et de forme sphérique ou plus ou moins ovoïde.
- Le micronucléus est petit, sphérique ou fusiforme. Le rapport de ses deux axes varie avec le stade plus ou moins avancé de la division transversale ou du bourgeonnement caténulaire de l'infusoire.

Ses mouvements sont assez rapides, de deux sortes : translation directe et progression par mouvements de rotation du corps autour de son axe longitudinal. On observe des changements de la forme du corps selon l'espace offert à l'Infusoire.
Le processus de division est fonction de l'espèce : 
- par division transversale chez Anoplophrya naïdos, A. striata, A. alluri notamment ;
- par bourgeonnement caténulaire chez A. proliféra, A. nodulata, A. filum, A. maupasi[1].

## Distribution
Les Anoplophrya vivent dans l'intestin de beaucoup d'animaux invertébrés :
- des vers annélides de diverses catégories taxonomiques :
  - Polychètes comme Naïs serpentina (d) ;
  - Oligochètes comme Lumbricus terrestris (Lombric commun), Aeolosoma[2] ou Périchœta ;
  - Hirudinés comme Clepsine binoculata[3] ;
- le mollusque gastéropode Paludina decisa (Paludine commune) ;
- le crustacé décapode Homarus gammarus (Homard européen)[1] ;
- peut-être chez le rotifère Noteus[4] et le bryozoaire Urnatella gracilis.

La famille des Anoplophryidae a une répartition mondiale.

## Liste des genres
Selon GBIF (30 juillet 2023) :
- Almophrya de Puytorac & Dragesco, 1968
  - Espèce type : Almophrya almae de Puytorac & Dragesco, 1968
- Anoplophrya von Stein, 1860 genre type
  - Genres synonymes : Eliptophrya Kljenskij, 1926 ; Macrophrya Kljenskij, 1926
  - Espèce type : aucune n'a été proposée.
- Lomiella Puytorac, 1961
- Lubetiella Puytorac, 1959
- Njinella Ngassam, 1983

Selon Lynn (2008) :
- Almophrya de Puytorac & Dragesco, 1969
- Anoplophyra Stein, 1860
- Corlissiella de Puytorac, 1960
- Herpetophrya Siedlecki, 1902
- Lomiella de Puytorac & Rakotoarivelo, 1965
- Lubetiella Jankowski, 2007
- Metastomum Georgevitch, 1941
- Njinella Ngassam, 1983
- Paranoplophrya Rohrbach, 1936
- Perseia Rossolimo, 1926
- Prototravassosia Artigas & Unti, 1938
- Sigmophrya de Puytorac, 1971

## Galerie
- Diverses illustrations de Anoplophrya maupasi (d'après Cépède (d), 1910)

Diverses illustrations de Anoplophrya maupasi (d'après Cépède, 1910)
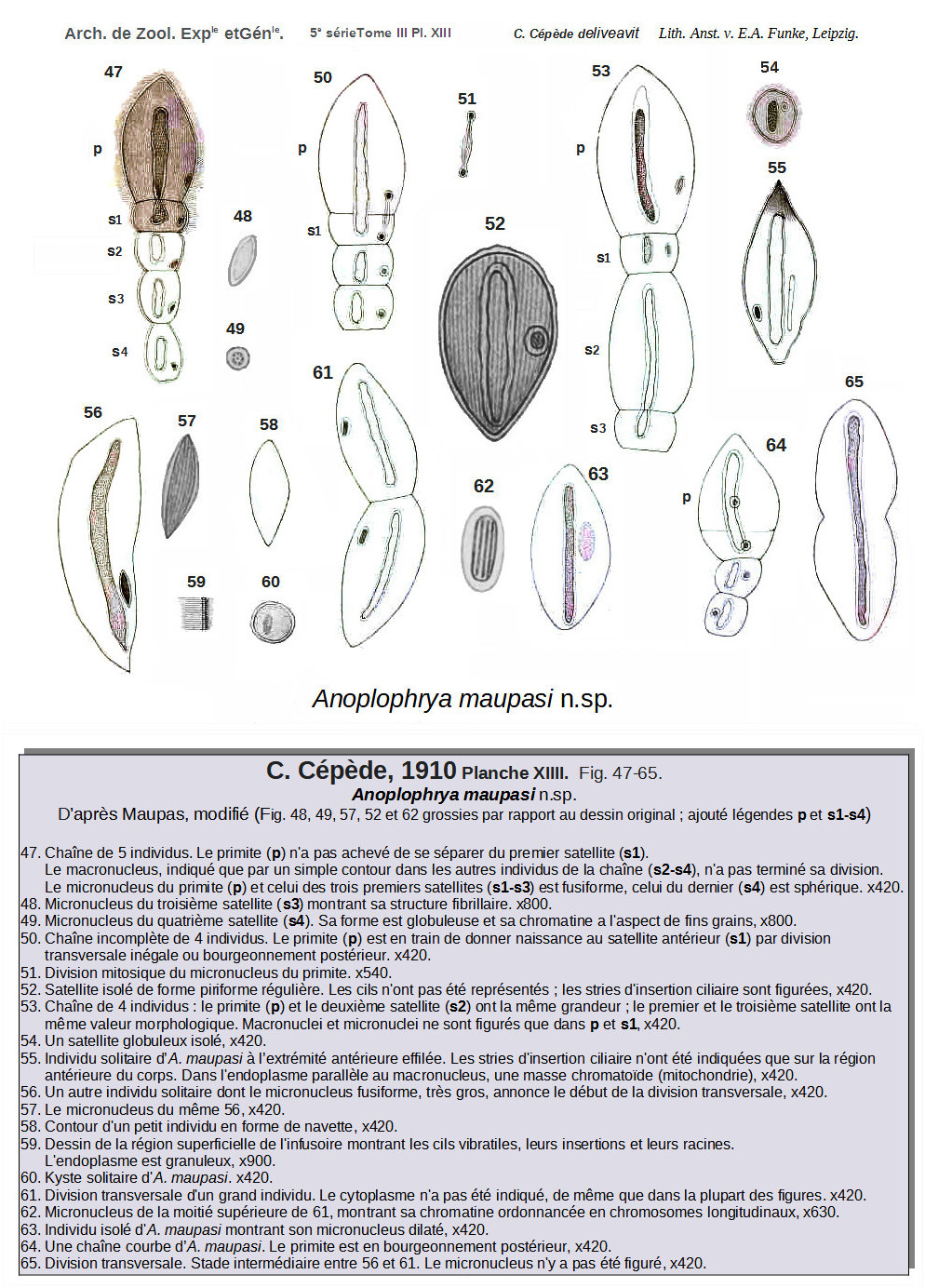
Planche 13, fig. 47 à 65.

## Systématique
Le nom correct de ce taxon est Anoplophryidae Cépède, 1910.

## Publication originale
- Casimir Cépède, « Recherches sur les Infusoires Astomes - Anatomie, Biologie, Éthologie parasitaire, Systématique », Archives de zoologie expérimentale et générale, Paris, A. Schulz, vol. 3,‎ 30 janvier 1910, p. 341-609 (ISSN 0003-9667 et 2419-6347, OCLC 10590415, DOI 10.5962/BHL.TITLE.6866, lire en ligne).